# Gleitkufenboot

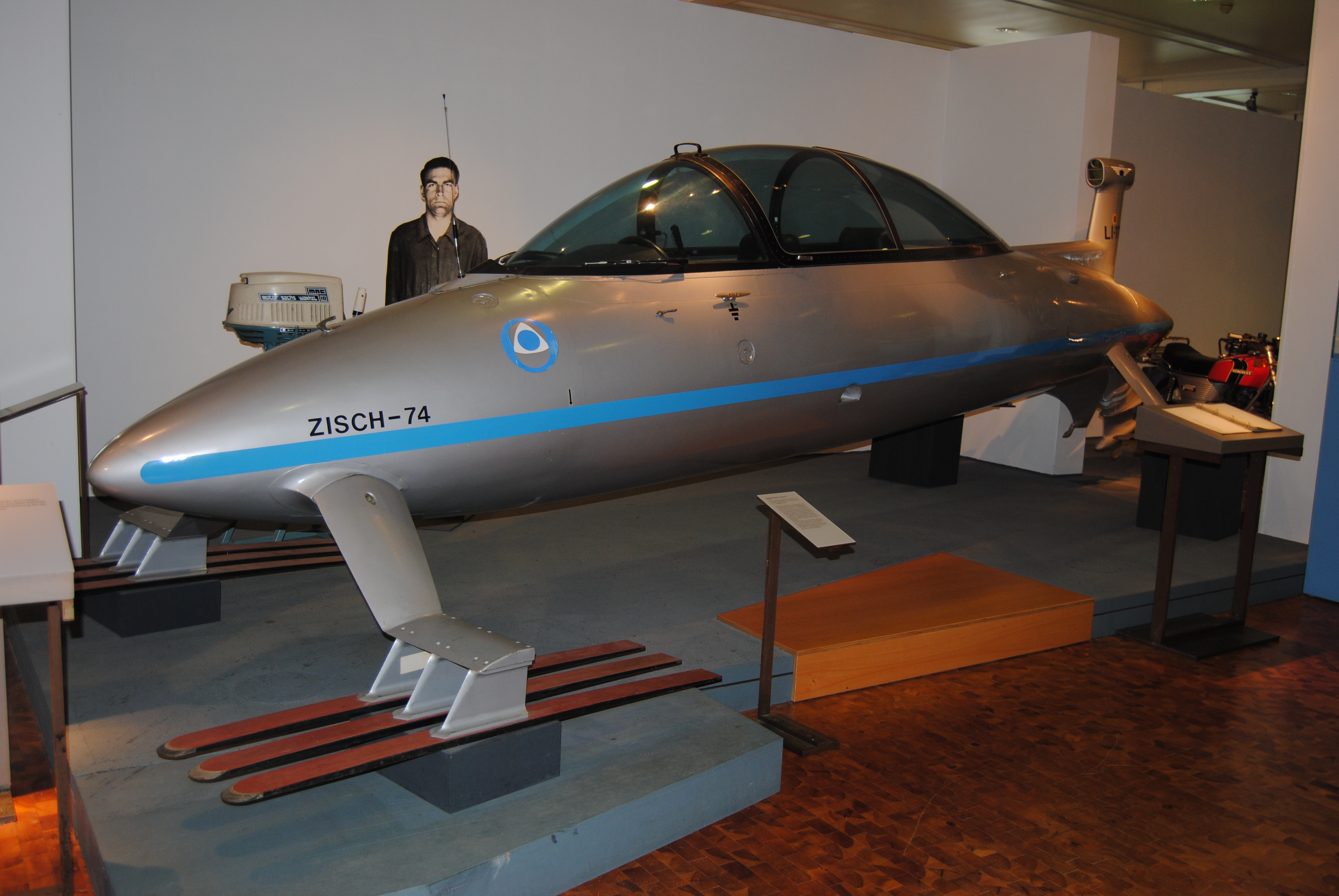
Wankel Zisch 74 im Technoseum Mannheim

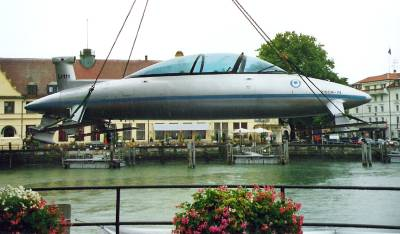
Wankel Zisch 74

Das Gleitkufenboot Zisch 42 sowie dessen Nachfolger sind von Felix Wankel ab dem Jahr 1942 entwickelte Boots-Prototypen, die verwandt mit Tragflügelbooten sind.
Ursprünglich sollte Zisch eine Kriegswaffe werden. Als Zisch 2 war ein 1,2 m langes Modellboot beschriftet, das Wankel im Januar 1970 gezeigt hatte, als er sein Vorhaben eines bis zu 100 km/h schnellen, unsinkbaren, winterfesten und hochseefesten Boots für jedermann vorstellte.

## Zisch 42
Das erste Versuchsboot verfügte über eine besondere Einrichtung zur Erzeugung von dynamischen Auftrieb und einer damit einhergehenden Verringerung des Reibungswiderstands, die sogenannten Gleitkufen. Diese Tragflächen sahen denen von Tragflügelbooten ähnlich, waren jedoch so ausgelegt, dass die Oberseite des Profils bei voller Fahrt außerhalb des Wassers liegt. Durch die Anstellung der Gleitkufen wurde der Kompressionsauftrieb genutzt. Die Gleitkufen berühren dabei nur mit der Unterseite die Wasseroberfläche. Man verhinderte so auch Kavitationsprobleme am Profil. Die Gleitkufen konnten um 180° nach oben geschwenkt werden, was den Tiefgang verringerte. Der Zisch 42 ist noch 1945 auf dem Bodensee erprobt worden.

## Zisch 68
Beim Zisch 68 wurden zwei hintereinander angeordnete Gleitflächen verwendet. Dadurch ergab sich eine zu große Streckung, was zu starken Stößen führte. Dieses Fahrverhalten war sehr unangenehm für die Passagiere. Außerdem kamen Stabilitätsprobleme in Kurven hinzu. Beim Zisch 68 kam ein mit einem Turbolader aufgeladener Wankelmotor NSU Marine Ro135 mit 200 PS (147 kW) zum Einsatz.

## Zisch 69 B
Im Juni 1972 berichtete die Presse aus den Werkstätten von Wankel und zeigte ein rund 1,2 m langes Modellboot mit dem Schriftzug Zisch 69 B im Einsatz, das auf dem Bodensee gefahren sei.

## Zisch 74
Weiterführende Versuche führte Felix Wankel dann zu den Spaltgleitkufen-/Spaltgleitflächen, welche sich 1974 im Zisch 74 manifestierten. Bei dem Prinzip der Spaltgleitkufen stand der Flügel der Schleiereule Pate. Der Zisch 74 wurde von einem Mercedes-Benz DB M950 KE409 Vierscheiben-Wankelmotor angetrieben, den man von 350 PS auf 250 PS (184 kW) gedrosselt hatte. Eine Besonderheit war die Luftversorgung durch eine oben im Heckbereich liegende Luftflosse. Diese konnte, wie die vorne liegenden „Nüstern“ des 1968 vorgestellten Testbootes „Tigerhai“, durch Klappen verschlossen werden, welche von vorne liegenden Sensoren (Motoren mit propellerähnlichen Schlagkreuzen) angesteuert wurden. Dadurch konnte beim Durchfahren von Wellen kein Wasser eindringen. Ein Kentern des über 100 km/h schnellen Bootes war nicht möglich, da es sich aufgrund seiner Schwerpunktlage aus jeder Lage wieder aufrichtete. Die Pilatus Flugzeugwerke bauten das Gefährt im Auftrag Wankels. Die Testfahrten fanden auf dem Vierwaldstättersee statt.
Es wurde außerdem noch ein herkömmliches Sportboot modifiziert und mit Spaltgleitkufen versehen.